# Berliet K
Der Berliet K war ein nur als Chassis erhältliches PKW-Modell des Kraftfahrzeugfabrikanten Berliet in Lyon aus dem Jahre 1908.

## Geschichte und Technik
Das Fahrzeug erhielt seine allgemeine Betriebserlaubnis durch den örtlich und sachlich zuständigen Inspecteur des Mines im März 1908. Wie lange es gebaut wurde, ist den überlieferten Quellen nicht zu entnehmen.
Das Getriebe hatte vier Vorwärtsgänge und einen Rückwärtsgang. Der Antrieb erfolgte über Ketten auf die Hinterachse. Die Fußbremse wirkte per Seilzug auf die Hinterräder. Das Fahrzeug hatte Rechtslenkung.

## Varianten
Es gab vom Typ K zwei Varianten, deren technische Daten der folgenden Übersicht entnommen werden können. Leider gibt es eine Publikation, die alle bei Berliet gebauten Typen mit ihren Varianten abhandelt, bislang nicht. Die technischen Daten wurden daher im Wesentlichen den Anträgen der Firma Berliet auf Erteilung einer allgemeinen Betriebserlaubnis an die zuständige Behörde (Ingenieur des mines) entnommen. Diese Anträge sind alle erhalten und in der Fondation Berliet in Lyon einsehbar und durchnummeriert.
| Typ | Zyl. | Bohrg. | Hub | Hubr. | /min | CV    | CV     | Bem.,  |
|     | Zahl | mm     | mm  | cm³   | max  | fisc. | reell. | Quelle |
| --- | ---- | ------ | --- | ----- | ---- | ----- | ------ | ------ |
| K   | 4    | 100    | 120 | 3770  | 900  | 16    | 22     | [ 2 ]  |
| K   | 4    | 120    | 140 | 6333  | 800  | 24    | 40     | [ 2 ]  |

Die Fahrzeuge mit der 22-PS-Motorvariante wurden auch als Berliet 22 CV, mit der 40-PS-Motorvariante wurden auch als Berliet 40 CV bezeichnet. 